# Route impériale 1
De Route impériale 1 of De Paris à Calais (Van Parijs naar Calais) was een Route impériale in Frankrijk. De route is opgesteld per keizerlijk decreet in 1811 en lag binnen het Franse Keizerrijk. De route werd later de Franse N1.

## Route
De route liep vanaf Parijs via Beauvais, Abbeville en Boulogne-sur-Mer naar Calais. Tegenwoordig loopt over dit traject de Franse N1, die op veel plaatsen is gedegradeerd tot departementale weg (D301, D601, D901 en D1001).